# Pattinaggio su strada ai Giochi mondiali 2022 - 10,000 metri a punti maschile
La gara dei 10,000 metri a punti maschile di pattinaggio su strada ai Giochi mondiali 2022 si è svolta il 10 luglio 2025 a Birmingham.

## Risultati
| Rank | Atleta                        | Punti | Note |
| ---- | ----------------------------- | ----- | ---- |
| 1    | Bart Rene Swings              | 27    |      |
| 2    | Daniel Zapata Martinez        | 8     |      |
| 3    | Mike Alejandro Paez Cuellar   | 2     |      |
| 4    | Giuseppe Bramante             | 2     |      |
| 5    | Francisco Jose Peula Cabello  | 2     |      |
| 6    | Miguel Fonseca Bravo          | 1     |      |
| 7    | Michael Garcia                | –     |      |
| 8    | Carlos Arturo Tarazona Ropero | –     |      |
| 9    | Christian Kromoser            | –     |      |
| 10   | Santiago Ariel Roumec         | –     |      |
| 11   | Michal Prokop                 | –     |      |
| 12   | David Ariel Sarmiento Moscoso | –     |      |
| 13   | Nils Buhnemann                | –     |      |
| 14   | Chang-Chin Ku                 | –     |      |
| –    | Hugo Diego Ramirez Boada      | –     | DNS  |
| –    | Martin Ferrie                 | –     | DNS  |